# Anse aux Hélices
Pour les articles homonymes, voir Hélice (homonymie).
L'anse aux Hélices est une étendue d'eau reliant lac Magnan et la partie Nord du lac Brochu, situé dans la partie Est du réservoir Gouin, dans le territoire de la ville de La Tuque, dans la région administrative de la Mauricie, dans la province de Québec, au Canada.
Ce lac du milieu de la partie Est du réservoir Gouin s’étend entièrement dans le canton de Brochu.
Les activités récréotouristiques constituent la principale activité économique du secteur à cause de sa position stratégique pour la navigation, étant située entre le lac Magnan (réservoir Gouin) et le lac Bureau (réservoir Gouin), ainsi que sa proximité du lac Déziel (réservoir Gouin). Ainsi, cette baie s’avère une passe pratique pour les navigateurs.[réf. nécessaire]
L’anse aux Hélices est accessible par des routes forestières secondaires qui se relient à une branche principale (sens Est-Ouest) qui passe au Nord du lac Déziel (réservoir Gouin) ; cette dernière se connecte vers l’Est à la route 401 qui dessert l’ensemble de la rive Est du réservoir Gouin.
La surface du « Anse aux Hélices » est habituellement gelée de la mi-novembre à la fin avril, toutefois la circulation sécuritaire sur la glace se fait généralement du début décembre à la fin de mars. La gestion des eaux au barrage Gouin peut entrainer des variations significatives du niveau de l’eau particulièrement en fin de l’hiver où l’eau est abaissée en prévision de la fonte printanière.[réf. nécessaire]

## Géographie
Avant la fin de la construction du barrage La Loutre en 1916, créant ainsi le réservoir Gouin, la « Anse aux Hélices » avait une dimension plus restreinte. Après le deuxième rehaussement des eaux du réservoir Gouin en 1948 dû à l’aménagement du barrage Gouin, la Anse aux Hélices épousa sa forme actuelle.
Les principaux bassins versants voisins du « Anse aux Hélices » sont :
- côté nord : lac Kiackw, lac Leclerc, lac Magnan (réservoir Gouin), baie Verreau, lac Omina, lac Kawawiekamak, rivière Pokotciminikew, ruisseau à l'Eau Claire (réservoir Gouin) ;
- côté est : lac Kiackw, Petit lac Brochu, lac Brochu (réservoir Gouin) (petite baie de la rive Nord), lac Déziel (réservoir Gouin), lac du Déserteur (réservoir Gouin) ;
- côté sud : lac Brochu (réservoir Gouin), lac Kaackakwakamak, baie Bouzanquet ;
- côté ouest : lac Magnan (réservoir Gouin), lac Fou (réservoir Gouin), lac Marmette (réservoir Gouin), baie Marmette Sud.

D’une longueur de 3,0 km et d’une largeur maximale de 1,4 km, l’Anse aux Hélices est délimitée :
- du côté Est par la une île non identifiée d’une longueur de 6,4 km (sens Nord-Sud) et d’une largeur de 1,7 km ;
- du côté Ouest par la partie Nord (ressemblant à une tête de violon) d’une île d’une longueur de 17,8 km et d’une largeur de 5,1 km très difforme.

L’embouchure de « l’Anse aux Hélices » est localisée au Sud-Est, soit à la confluence du lac Magnan (réservoir Gouin) et du lac Brochu (réservoir Gouin), soit à :
- 5,0 km à l’Ouest de l’embouchure du Petit lac Brochu ;
- 27,4 km à l’Est du centre du village de Obedjiwan ;
- 44,1 km au Nord-Ouest du barrage Gouin ;
- 96,2 km au Nord-Ouest du centre du village de Wemotaci (rive Nord de la rivière Saint-Maurice) ;
- 185,5 km au Nord-Ouest du centre-ville de La Tuque ;
- 292 km au Nord-Ouest de l’embouchure de la rivière Saint-Maurice (confluence avec le fleuve Saint-Laurent à Trois-Rivières)[2]

À partir de l’embouchure du Anse aux Hélices, le courant coule sur 39,4 km généralement vers le Sud-Est en traversant le lac Brochu (réservoir Gouin) et la baie Kikendatch, jusqu’au barrage Gouin. À partir de ce barrage, le courant emprunte la rivière Saint-Maurice jusqu’à Trois-Rivières où il se déverse sur la rive Nord du fleuve Saint-Laurent.

## Toponymie
La désignation « Anse aux Hélices » a été répertoriée en 1983. Située à l'extrémité sud-est du lac Magnan, dans le réservoir Gouin, cette anse peu profonde est parsemée de nombreux chicots d'arbres et de haut-fond qui endommagent les hélices de moteurs de bateau.
Le toponyme "Anse aux Hélices" a été officialisé le 8 décembre 2005 par la Commission de toponymie du Québec.